# Liste der griechischen Botschafter in Australien
Der Griechische Botschafter in Australien (griechisch Πρέσβης της Ελλάδας στην Αυστραλία, Présvis tis Elládas stin Avstralía) ist der oberste Diplomat der Regierung von Griechenland (Κυβέρνηση της Ελληνικής Δημοκρατίας) im Commonwealth of Australia. Der griechische Botschafter in Australien hält auch die nicht-residentielle Akkreditierung für Neuseeland, Fidschi, die Salomonen, Papua-Neuguinea, Kiribati, Samoa, Tonga, und Nauru.

## Botschafter
Die Amtsinhaber seit dem Beginn diplomatischer Beziehungen 1953:
- Dimitri M. Lambros, 30. März 1953–8. September 1956
- George Christodoulou, 19. Dezember 1956–25. August 1961
- P. Anninos Cavalieratos, 23. November 1961–11. Juli 1963
- Basil Tsamissis, 17. August 1965–5. Juli 1971
- Alexis Stephanou, 8. September 1971–16. März 1974
- Nikolaos Diamantopoulos, 23. Januar 1975–28. August 1980
- Alexander Vayenas, 21. Oktober 1980–30. März 1985
- Efthymios Tzaferis, 19. April 1985–22. Dezember 1990
- Vassilis Zafiropoulos, 7. Mai 1991–24. November 1993
- George Constantis, 29. Dezember 1993–9. Juni 1997
- Ioannis Beveratos, 7. Juli 1997–19. Dezember 2001
- Fotios–Jean Xydas, 7. März 2002–15. Dezember 2005
- George Zois, 28. August 2006–5. September 2009
- Alexios G. Christopoulos, 17. September 2009–9. August 2012
- Charalampos Dafaranos, 1. November 2012–9. Januar 2016
- Ekaterini Xagorari, 24. Februar 2016–2019[10]
- Georges Papacostas, 20. Februar 2020–2023[11][12]
- Stavros Venizelos, 2024–